# MASA
MASA (sigla retroativa de Make America Slime Again) é o oitavo álbum de estúdio do rapper estadunidense YoungBoy Never Broke Again. Foi lançado pelas gravadoras Never Broke Again e Motown em 25 de julho de 2025. O projeto conta com participações de Playboi Carti e Mellow Rackz. Sua produção ficou a cargo do engenheiro e produtor habitual de YoungBoy, Cheese, além de MarsGawd, LondnBlue, Mally Mall, Simo Fre, TnTXD, entre outros produtores. O álbum sucede o sétimo disco de estúdio de Gaulden, I Just Got a Lot on My Shoulders (2024), e sua terceira coletânea, More Leaks (2025).

## Lançamento e promoção
Após anos em prisão domiciliar, Gaulden foi oficialmente colocado em liberdade condicional em abril de 2025. Em 3 de maio, após sua libertação, seu associado Kyle "Montana" Claiborne revelou que ele estava trabalhando em um novo álbum e em uma turnê. Em 15 de maio, Gaulden e seu selo Never Broke Again anunciaram a turnê de mesmo nome e suas datas por meio de um trailer promocional, informando que os ingressos estariam à venda a partir de 20 de maio. Devido à alta demanda, novas datas foram adicionadas à turnê diversas vezes.
Em 29 de maio de 2025, Gaulden recebeu um perdão presidencial concedido por Donald Trump, o que o liberou das restrições anteriormente impostas por sua liberdade condicional. Dias depois, em 2 de junho, Gaulden e sua equipe anunciaram pelo Instagram mais 13 datas para a turnê, devido à alta demanda. Em 16 de junho, o rapper anunciou em seus stories que o álbum seria lançado em 4 de julho de 2025. No fim de junho, Gaulden foi visto com sua equipe na cidade de Nova York gravando um videoclipe, posteriormente revelado como sendo da faixa "Diesel", a vigésima sexta do álbum. Em 24 de junho, a esposa de Gaulden, Jazlyn Mychelle, compartilhou um vlog dos dois com seus filhos durante férias na Jamaica; isso levou diversos produtores jamaicanos a alegarem envolvimento no, até então, futuro álbum do artista. Em 2 de julho, Gaulden divulgou a arte oficial da capa do álbum, com lançamento previsto para 4 de julho. Após o anúncio, Playboi Carti publicou uma foto dos dois durante a gravação de um videoclipe inédito em seu Instagram alternativo. Pouco depois, Young Thug usou seus stories para pedir que Gaulden o ligasse, dando indícios de uma possível colaboração entre os dois rappers. Com o lançamento inicial do álbum previsto para 4 de julho, várias faixas vazaram na internet, o que levou ao lançamento de uma versão amostra com 10 faixas e ao adiamento oficial do disco para 25 de julho. Dias antes do lançamento do álbum, outdoors começaram a aparecer pela cidade de Nova York para promover o disco.

## Singles
Em 3 de maio, logo após ser libertado da prisão, Gaulden lançou os dois primeiros singles promocionais do álbum: "Where I Been" e "Shot Callin". Em 21 de maio, participou como convidado em ambas as versões da faixa "Alive", dos rappers Kanye West e Playboi Carti. No dia seguinte, em 22 de maio, lançou o segundo single promocional do álbum, "Finest", acompanhado de seu videoclipe. Em 23 de maio, foi lançado o single principal do projeto, "Top Tingz". Em 1º de julho, Gaulden divulgou os videoclipes de "Diesel" e "Over", sendo o primeiro incluído na tracklist oficial do álbum. Em 12 de julho, foi lançado o videoclipe oficial de "Kickboxer", com direção de Rich Porter. Em 19 de julho, Gaulden lançou um videoclipe para "So Not Sorry / Out The Window" exclusivamente em seu canal no YouTube antes de usar seu Instagram para confirmar que o restante das músicas do álbum seria inédito. Horas após o lançamento da canção, Gaulden apareceu ao lado da rapper Mellow Rackz na faixa "Guys Just Wanna Have Fun", um remix de "Girls Just Want to Have Fun" de Cyndi Lauper, lançado exclusivamente no canal de YouTube de Rackz.

## Capa
A arte oficial de MASA mostra Gaulden “demonstrando seu amor pelos Estados Unidos”. A capa foi descrita como “brilhante e colorida” por Zachary Horvath, do site HotNewHipHop, e apresenta o rapper posicionado à frente da bandeira dos Estados Unidos, usando uma balaclava verde — representando o “Slime” presente no nome do álbum. Bryson “Boom” Paul, também do HotNewHipHop, descreveu a capa como “ousada” e escreveu que ela “[simboliza] desafio e patriotismo”. A bandeira americana ao fundo também pode ser associada ao perdão presidencial recebido por Gaulden, assim como ao nome do álbum, uma referência ao slogan Make America Great Again, de Donald Trump. O projeto, inclusive, foi originalmente planejado para ser lançado em 4 de julho, data da independência dos Estados Unidos.

## Controvérsia
Em 7 de julho de 2025, após o lançamento do sampler de MASA, o rapper da Flórida Kodak Black usou seu Instagram para comentar sobre o projeto, afirmando que não gostou: "Acabei de ouvir o álbum do bruh, é um lixo total, nem gostei daquilo [...] e eu gosto da música do YoungBoy, mas essa aí tá ruim mesmo." Kodak sugeriu que Gaulden teria lançado MASA com a intenção de chamar sua atenção, e ainda indicou que há desentendimentos nos bastidores entre os dois rappers, decorrentes do envolvimento de Gaulden com duas ex-namoradas de Kodak. Após a publicação de Kodak, Doodie Lo, artista vinculado a Lil Durk — com quem Gaulden mantém uma rivalidade intermitente — comentou em apoio a Kodak. Em resposta, ChaseDatBag B, afiliado de Gaulden, rebateu o comentário sugerindo que Doodie Lo estava apenas buscando atenção de forma desnecessária.

## Recepção crítica
| Críticas profissionais | Críticas profissionais |
| Avaliações da crítica  | Avaliações da crítica  |
| Fonte                  | Avaliação              |
| ---------------------- | ---------------------- |
| Pitchfork              | 6.4/10                 |

Após o lançamento do sampler do álbum, Bryson “Boom” Paul, do site HotNewHipHop, escreveu que o álbum é “uma celebração da liberdade” e que “representa resiliência, crescimento e a determinação do rapper em retomar seu próprio relato”. Ele continuou afirmando que Gaulden “transforma desafios pessoais em hinos de sobrevivência” e que ele “[consolida] seu lugar na evolução do hip-hop”. Paul concluiu que, no projeto, Gaulden demonstra “a agressividade implacável que os fãs aprenderam a adorar” e que está “a todo vapor do começo ao fim, enquanto retoma seu poder como estrela”.
Matthew Ritchie, da revista Pitchfork, descreveu MASA como "um despejo de dados hiper-emocional que processa fome, amargura, vanglórias e tormento em velocidades vertiginosas".

## Desempenho Comercial
MASA estreou na sexta posição da parada Billboard 200 dos EUA, conquistando 49.000 unidades equivalentes a álbum em sua primeira semana, incluindo 1.000 vendas puras de álbum. O álbum também acumulou um total de 69,15 milhões de streams sob demanda das músicas do álbum. MASA marca o 16º álbum de Gaulden a entrar no top dez da Billboard 200, empatando com Jay-Z e Nas na terceira posição de artistas com mais álbuns no top dez, atrás de Drake (17) e Future (18). O álbum também marca a 34ª entrada de Gaulden na parada, ultrapassando E-40 no número de entradas na carreira entre os rappers.

## Lista de faixas
| MASA           |                                         |                                                                      |                                                        |         |  |
| N.º            | Título                                  | Compositor(es)                                                       | Produtor(es)                                           | Duração |  |
| 1.             | "My Shit"                               | Kentrell Gaulden Henry Bingham                                       | Henry 8 Redjon Yookabeats                              | 2:28    |  |
| 2.             | "Games of War"                          | Gaulden Jason Goldberg Milos Angelov Maurice Jordan Seth Love        | Cheese Don Mills Kenoe Skeeo!                          | 4:23    |  |
| 3.             | "XXX"                                   | Gaulden Goldberg                                                     | Cheese Mason Sacks Tayo                                | 3:05    |  |
| 4.             | "Get Up with Us"                        | Gaulden Goldberg Simone Di Franco                                    | Cheese Simo Fre Nessuno MarsGawd                       | 2:34    |  |
| 5.             | "Fire Your Manager" (com Playboi Carti) | Gaulden Jordan Carter                                                | KC Da Beatmonster                                      | 3:53    |  |
| 6.             | "Big"                                   | Gaulden Goldberg                                                     | Cheese Cubskout Easter Pink VenoTheBuilder             | 2:32    |  |
| 7.             | "I'm Ready"                             | Gaulden Goldberg                                                     | Cheese G. Ry Ike Bmarch                                | 2:47    |  |
| 8.             | "Morocco"                               | Gaulden Goldberg Jordan Josh Joseph                                  | Cheese Kenoe MarsGawd                                  | 2:47    |  |
| 9.             | "Cold World" (com Mellow Rackz)         | Gaulden Bingham Thomas Horton                                        | Henry 8 Kaigoinkrazy Fasbeats TnTXD                    | 3:36    |  |
| 10.            | "No Fuck"                               | Gaulden Goldberg                                                     | Cheese Bans Malik                                      | 3:20    |  |
| 11.            | "Burn"                                  | Gaulden Goldberg Jeremy Bradley Jr.                                  | Cheese JB Sauced Up                                    | 3:05    |  |
| 12.            | "Alter"                                 | Gaulden Jordan BGFwave YzSword Prod5ree                              | BGFwave YzSword Prod5ree                               | 2:50    |  |
| 13.            | "Slimretta"                             | Gaulden Goldberg Jamal Rashid Ishmael Montague                       | Cheese Mally Mall ISM Tip Beats Ayo E Go Crazy         | 2:17    |  |
| 14.            | "Myself Pt. 2"                          | Gaulden Bingham                                                      | Henry 8 Seasongocrazy                                  | 2:39    |  |
| 15.            | "Cash Shit"                             | Gaulden                                                              | KTOE                                                   | 2:20    |  |
| 16.            | "Combat Boots"                          | Gaulden Goldberg Daniel Leburn                                       | Cheese Drock Menance Nessuno After Hours               | 2:33    |  |
| 17.            | "Wine & Dine"                           | Gaulden Goldberg                                                     | Cheese India Got Them Beats Jahneyac Alexcheyz Guppy   | 2:01    |  |
| 18.            | "Fuck the Drugs"                        | Gaulden Bingham Caesar Lindquist                                     | Henry 8 Haisofn MoneyXO Prodbykiz                      | 3:56    |  |
| 19.            | "Lo"                                    | Gaulden Goldberg Rashid Montague                                     | Cheese Mally Mall ISM Tip Beats Ayo E Go Crazy         | 2:59    |  |
| 20.            | "If You Need Me"                        | Gaulden Goldberg Antonio Ramos                                       | Cheese Kaigokrazy TrillGotJuice                        | 3:13    |  |
| 21.            | "MASA"                                  | Gaulden Henry Bingham Caesar Lindquist                               | Henry 8 Haisofn                                        | 2:55    |  |
| 22.            | "Kickboxer"                             | Gaulden Jamal Rashid Ishmael Montague Adam Gamble Anthony Mosley     | Mally Mall ISM Kayo The Wizard Sean Da Firzt Tip Beats | 3:50    |  |
| 23.            | "When Time Pass"                        | Gaulden Bingham Gabriel Decastro Leonardo Sternieri Simone Di Franco | Henry 8 Decastro Gucceo Simo Fre                       | 2:49    |  |
| 24.            | "Priorities"                            | Gaulden Jason Goldberg Sven Steenbergen Vladislav Mirzoyan           | Cheese 17OnDaTrack BMPS                                | 3:07    |  |
| 25.            | "Peepin"                                | Gaulden Goldberg Brian Stewart Jr. Daniel Steen                      | Cheese BboyBeatz Garibeats                             | 3:47    |  |
| 26.            | "Diesel"                                | Gaulden Goldberg Kyle Green Barsh                                    | Cheese Tayo Sam Barsh                                  | 3:46    |  |
| 27.            | "Shot Callin"                           | Gaulden Goldberg Green Antonio Ramos                                 | Cheese Tayo TrillGotJuice                              | 3:45    |  |
| 28.            | "Finest"                                | Gaulden Goldberg Jeremy Bradley Jr.                                  | Cheese JB Sauced Up                                    | 3:21    |  |
| 29.            | "Where I Been"                          | Gaulden Goldberg Sterling Reynolds Sacks Thomas Horton               | Cheese LondnBlue Mason Sacks TnTXD                     | 3:34    |  |
| 30.            | "Top Tingz"                             | Gaulden Bingham Shubhjit Balam Kyler Mathis Tyrek Matthews           | Henry 8 Aye Reek K10Beatz HorridRunItUp                | 3:34    |  |
| Duração total: | Duração total:                          | Duração total:                                                       | Duração total:                                         | 93:46   |  |

Créditos de samples e interpolação
- "XXX" contém samples de "Sex & Violence", escrita por Stevie Ross e Terry Buchan, e interpretada por The Exploited; e uma interpolação de "The Star-Spangled Banner", escrita e interpretada por Francis Scott Key.
- "I'm Ready" contém samples de "Power Trip", escrita por Jermaine Cole e Hubert Laws, e interpretada por J. Cole e Miguel.
- "Alter" contém samples de "WINDCHASER-!", escrita e interpretada por Paul Seiji.
- "Shot Callin" contém samples de "Tweaker", escrita por LiAngelo Ball, Stanislav Kunash e Andrei Rodionov, na versão performada por Gelo.
- "Top Tingz" contém uma interpolação de "Put It on Me", escrita por Kentrell Gaulden, Jason Goldberg, Leor Shevah e Arjun Hasnain, na versão performada por YoungBoy Never Broke Again.

## Créditos
Créditos adaptados do Apple Music.
Músicos
- YoungBoy Never Broke Again – vocais (todas as faixas)
- Playboi Carti – vocais (5)
- Mellow Rackz – vocais (9)

Técnicos
- Henry8 – masterização (faixas 21–23, 30), mixagem (21–23, 28), gravação (21–23)
- Jason "Cheese" Goldberg – masterização (24–29), mixagem (24–27, 29), gravação (24–27), gravação assistente (21–23)
- DJ Ryno – mixagem (30)
- YoungBoy Never Broke Again – gravação (27–30)

## Paradas
| Paradas (2025)                          | Posição de pico |
| --------------------------------------- | --------------- |
| Nigerian Albums (TurnTable)             | 86              |
| Estados Unidos (Billboard 200)          | 6               |
| Estados Unidos (Top R&B/Hip Hop Albums) | 3               |

## Histórico de lançamento
| Região   | Data                | Gravadora(s)             | Formato(s)                 | Edição       | Ref.   |
| -------- | ------------------- | ------------------------ | -------------------------- | ------------ | ------ |
| Diversas | 4 de julho de 2025  | Never Broke Again Motown | Download digital Streaming | MASA Sampler | [ 1 ]  |
| Diversas | 25 de julho de 2025 | Never Broke Again Motown | Download digital Streaming | Standard     | [ 27 ] |